# Choose Your Weapon
"Choose Your Weapon" (català: Escull la teva arma) és el segon àlbum d'estudi del quartet australià de neo soul Hiatus Kaiyote, publicat al maig de 2015, de manera independent a través de la discogràfica Flying Buddha. Després del llançament del seu àlbum debut Tawk Tomahawk (2012) i la seva nominació al Grammy, Hiatus Kaiyote va iniciar una gira durant tot el 2014. Les sessions d'enregistrament de l'àlbum es van dur a terme a Austràlia i als Estats Units. El grup va aspirar a crear un àlbum basat en el format de mixtape, amb la inclusió d'interludis. Tots els membres de la banda van contribuir en la composició de les lletres i la producció; mentre que Salaam Remi va realitzar la funció de productor executiu de l'àlbum.
"Choose Your Weapon" és un àlbum de neo soul, que s'inspira en una àmplia varietat de gèneres com ara el jazz, el soul, el R&B, el West African funk, la samba i els ritmes llatins, amb lletres que toquen temes sobrenaturals, la mort i la tecnologia. Després del seu llançament "Choose Your Weapon" va ser aclamat universalment pels crítics musicals, els quals van lloar la producció de l'àlbum i la seva estructura musical, i va ser nomenat un dels millors àlbums de l'any. Comercialment, Choose Your Weapon va ser bastant reeixit i va debutar a la posició número 22 a l'llista d'àlbums australians.

## Enregistrament
Les sessions d'enregistrament de l'àlbum es van dur a terme a Austràlia i als Estats Units, en diversos estudis, incloent: Ghost Oak Studios a l'Illa Mornington, Headshell Hideout, Oakland Studios, Sound Park Studios, Willow Grove Studios tots a Melbourne i Instrument Zoo a Miami. Nai Palm va actuar com a compositora, vocalista i tecladista, Paul Bender va aportar guitarres, teclat i programació, Simon Mavin també va aportar teclats, vocoder i percussió juntament amb Perrin Moss, també als teclats, bateria i percussió. La vocalista Nai Palm va descriure l'àlbum com una "extensió" del seu debut, i va declarar que ni ella ni el grup van tenir cap intenció de fer un treball d'un sol estil. Durant l'enregistrament, la banda va apostar per l'estil i format d'un mixtape, per tant van incorporar una àmplia gamma d'interludis.
La banda va voler crear una obra atemporal, declarant que; "tothom busca llançar el proper senzill d'èxit, la nostra obra és un tribut a escoltar a un àlbum de principi a fi, on hi ha una narració que et transporta a una gran varietat de paisatges musicals." Les cançons van ser enregistrades individualment i posteriorment es van ordenar incloent els interludis. Totes les cançons de l'àlbum van ser escrites per Nai Palm. Els interludis van ser composts i produïts en els moments en què la banda es reunia per a tocar en una "atmosfera musical". Algunes de les cançons de l'àlbum– com ara “Fingerprints”– van ser compostes quan Palm tenia 16 anys i “Jekyll” va ser una de les primeres cançons que va escriure. “Breathing Underwater” va ser composta mentre estaven de gira.

## Música i lletres
"Choose Your Weapon" consta de divuit pistes, amb una durada total de setanta minuts. La producció de l'àlbum està caracteritzada per la seva abundància de "ritmes sintètics que et liqüen el cervell, canvis de temps excitantment inquietants" i "poliritmes àgils". La música de l'àlbum no té un gènere únic, sinó que va ser descrita com una mescla d'una àmplia varietat de gèneres com ara el jazz, el soul, el R&B, el West African funk, la samba i els ritmes llatins. Ryan B. Patrick de Exclaim! va descriure el so de l'àlbum com un conjunt d' "elements de finals dels 90 i de neo soul de principis dels 2000: kick snares, òrgans electrònics i baix elèctric."
Andy Kellman de Allmusic va descriure l'àlbum com més refinat que el seu anterior treball, havent estat construït amb "melodies vocals i guitarres que et sorprenen i et fan pessigolles a les oïdes, elements electrònics bombollejants que es barregen amb aspres guitarres acústiques i tempos distintius que canvien de manera abrupta i t'impressionen." El contingut líric de l'àlbum toca diversos temes, incloent la naturalesa, temes sobrenaturals, així com aspectes tecnològics. Altres cançons parlen de subjectes més personals, entre elles: "By Fire", una cançó fúnebre inspirada en part per la mort del pare de Palm en un incendi domèstic.

## Recepció crítica
Després del seu llançament, "Choose Your Weapon" va ser aclamat universalment pels crítics musicals, entre ells, el portal de crítiques Metacritic, el qual li va atorgar una mitjana de 88 punts sobre 100, basant-se en 6 crítiques. All Music va lloar la mescla d'estils de l'àlbum, el qual cobreix una àmplia varietat d'eres; "el bop dels 50, l'MPB dels 60, l'art rock dels 70, el boogie dels 80, el neo soul dels 90 fins al dubstep dels anys 2000." HipHopDX va remarcar la capacitat de l'àlbum per crear música soul "fresca" des d' "angles" diferents, i el va descriure com un dels millors àlbums de l'any.
The A.V. Club va elogiar la complexitat de l'àlbum i la seva estructura, declarant que la seva música es transforma "en direcciones inesperades just quan semblava que es fixava a un sol estil." Clash Music va lloar la naturalesa "vibrant i desinhibida" de l'àlbum, però considerava que els interludis eren innecessaris i tan sols constituïen "llimbs tèrbols entre les millors cançons." La crítica de The Guardian exposava que "Escoltar Choose Your Weapon pot fluctuar entre el deliri i la frustració, la delícia i la irritació, sovint en una mateixa cançó." Exclaim! senzillament va qualificar l'àlbum com "un disc sòlid."

## Llista de cançons
Totes les lletres escrites per Nai Palm, totes les cançons foren compostes per Nai Palm, Paul Bender, Perrin Moss, Simon Mavin.
| Núm.          | Títol                                                    | Durada |
| ------------- | -------------------------------------------------------- | ------ |
| 1.            | «Choose Your Weapon»                                     | 1:34   |
| 2.            | «Shaolin Monk Motherfunk»                                | 5:51   |
| 3.            | «Laputa»                                                 | 2:26   |
| 4.            | «Creations Part One»                                     | 0:49   |
| 5.            | «Borderline with My Atoms»                               | 6:02   |
| 6.            | «Breathing Underwater»                                   | 5:44   |
| 7.            | «Cicada»                                                 | 0:38   |
| 8.            | «Swamp Thing»                                            | 5:00   |
| 9.            | «Fingerprints»                                           | 4:17   |
| 10.           | «Jekyll»                                                 | 5:33   |
| 11.           | «Prince Minikid»                                         | 2:50   |
| 12.           | «Atari»                                                  | 6:09   |
| 13.           | «By Fire»                                                | 5:04   |
| 14.           | «Creations Part Two»                                     | 1:01   |
| 15.           | «The Lung»                                               | 4:54   |
| 16.           | «Only Time All the Time: Making Friends with Studio Owl» | 1:03   |
| 17.           | «Molasses»                                               | 4:49   |
| 18.           | «Building a Ladder»                                      | 5:42   |
| Durada total: | Durada total:                                            | 69:14  |

## Personal
Crèdits adaptats des de AllMusic.
Banda
- Hiatus Kaiyote - Arranjador, Compositor, Enginyer, Artista Primari, Productor
- Paul Bender - Baix, Membre del Grup, Guitarra, Teclats, Programació
- Simon Mavin - Membre del Grup, Teclats, Percussió, Vocoder
- Perrin Moss - Baixa, Bateria, Membre del Grup, Teclats, Percussió
- Nai Palma - Treball artístic, Membre del Grup, Teclats, Veu

Un altre personal Tècnic
- Miguel Atwood-Ferguson - Arranjaments de Corda, Corda
- Phil Binotto - Percussió
- Andrei Eremin - Masterització
- Adam King - Percussió
- Salvador Persico - Percussió
- D. Prosper - A&R
- Salaam Remi - A&R, Productor Executiu

Adreça
- Laura Christoforidis - Disseny de coberta, Format
- Laura Kszan - Desenvolupament de Producte
- Laneous "Llepa-boy" The Lunchboxer - Treball artístic
- Jennifer Liebeskind - Producte - Desenvolupament
- Federico Ruiz - Disseny Gràfic
- Roxanne Slimak - Direcció artística
- Wilk - Fotografia

## Llistes
| Llista (2015)                        | Màxima posició |
| ------------------------------------ | -------------- |
| Llista d'àlbums australians (ARIA)   | 22             |
| Àlbums d'artistes australians (ARIA) | 6              |